# Sindrome di Ramsay Hunt tipo II
La sindrome di Ramsay Hunt tipo II è una sindrome neurologica caratterizzata da manifestazioni cutanee a carico dell'orecchio e deficit del nervo facciale omolaterale in corso di herpes zoster oticus.

## Eziologia
È causata dalla localizzazione del virus varicella-zoster (Human herpesvirus 3) a livello del ganglio genicolato.

## Clinica

### Segni e sintomi
I sintomi sono caratterizzati da un'eruzione cutanea dolorosa con vescicole a livello della conca auricolare, del condotto uditivo esterno, della membrana timpanica e del palato, a cui si associa una paralisi periferica del nervo facciale. Vi può essere perdita del gusto nei due terzi anteriori della lingua.

### Prognosi
La prognosi è buona per ciò che riguarda le lesioni cutanee, ma variabile, con possibili esiti, per ciò che riguarda la paralisi periferica del nervo facciale.